# ババス

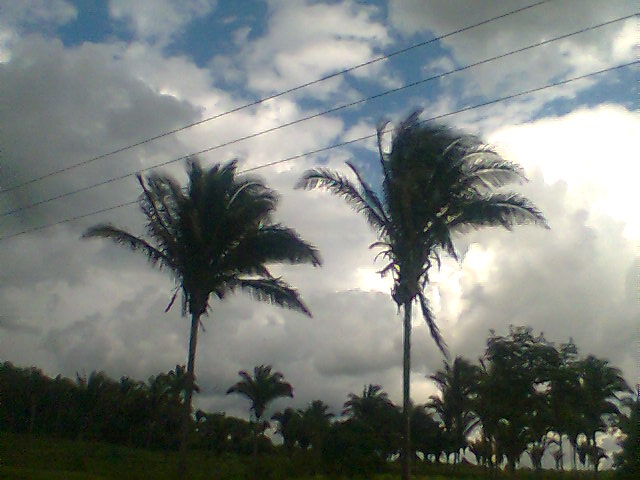
ブラジルのババス

ババス(Attalea speciosa)は、南アメリカのアマゾン熱帯雨林地方が原産のヤシである。ピアウイ州とマラニョン州のw:Maranhão Babaçu forestsでは、ババスが優占種である。
種子には、ババスオイルと呼ばれる、食用、洗剤、スキンケア製品に使われる油脂が含まれるため、商業的に重要である。果実は、医薬品、美容製品、飲料等になる。マラニョン地域の伝統社会では、果実から粉末を作り、栄養サプリメントとして市販される。葉は、家屋の茅葺や、マット状に編まれて家の壁に用いられる。茎は、材木として用いられる。セラードの牧草地区では、雑木と考えられている。

## 分類学
アンドリュー・ヘンダーソンは、1995年の著書The Palms of the Amazonの中で、A. speciosaとA. spectabilisを正当な種と考えたが、後者はA. speciosaの無茎型か、これとA. microcarpaとの雑種だと考えた。2005年の著書World Checklist of Palmsで、Rafäel GovaertsとJohn Dransfieldは、A. spectabilisasを正当なタクソンと認めたが、1999年の著書Taxonomic Treatment of Palm Subtribe Attaleinaeで、Sidney F Glassmanは疑問名とした。Attalea vitrivirは、Michael Balickらにより独立した種とされ、Glassman、Govaerts、Dransfieldは賛同したが、HendersonはA. speciosaの一部であるとした。Glassmanは、この複合種の4つめの種として、A. brejinhoensisを記述し、GovaertsとDransfieldはこれを認めた。

## 生殖と成長
Attalea speciosa は雌雄同株であり、雌花と雄花は別々であるが、同じ株につく。受粉は、風と虫である。

## 利用
2008年2月の間、ヴァージン・アトランティック航空によるバイオ燃料の実験で、ボーイング747のエンジンの燃料の一部として、ババスオイルとヤシ油が用いられた。2008年12月にニュージーランド航空が試験したナンヨウアブラギリ属由来のバイオ燃料よりは環境に優しくないと考えられている。これは、ババスが森林伐採が必要な森林地帯で育つためである。